# Мінданао (острів)
Мінданао — другий за розміром острів Філіппін. Міста: Давао, Замбоанга, Мараві.

## Географія

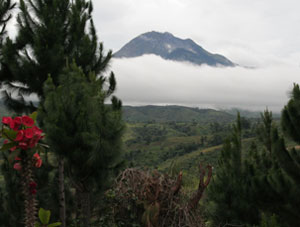
Вулкан Апо, найвища гора на Філіппінах

Рельєф: гірські тропічні ліси. Найвища гора острова та Філіппінського архіпелагу, активний вулкан Апо, досягає у висоту 2954 м. Часто бувають землетруси.

## Історія
Існує мусульманський партизанський рух опору.

## Економіка
Виробляються: ананаси, кава, рис, кокоси, гума, деревина, сталь, хімікати, добрива; добувають золото, нікель.

## Демографія
Населення острова Мінданао станом на 1980 рік становило 10 905 250 осіб, а вже у 2010 році — 21 968 174 особи. Ще близько 100 років тому переважна більшість населення становили мусульманські народи моро, однак протягом XX століття острів був поступово колонізована вихідцями з інших районів Філіппін, свою роль в зниженні відсотка мусульман зіграли також політика їх хрещення і вища народжуваність у християнському середовищі. На даний момент мусульмани становлять 20-25 % населення острова, відносини їх з християнською більшістю залишаються напруженими. У 1989 році був створений Автономний мусульманський регіон Мінданао, куди увійшло більшість районів з мусульманською більшістю, у 2001 році його межі були розширені за підсумком референдуму.
Найбільші міста острова — Давао, Замбоанга.